# Micromyrtus albicans
Micromyrtus albicans är en myrtenväxtart som beskrevs av Anthony R. Bean. Micromyrtus albicans ingår i släktet Micromyrtus och familjen myrtenväxter. Inga underarter finns listade i Catalogue of Life.